# المربض (بني سعد)

تعديل مصدري - تعديل

المربض هي إحدى قرى عزلة الشويع بمديرية بني سعد التابعة لمحافظة المحويت، بلغ تعداد سكانها 385 نسمة حسب تعداد اليمن لعام 2004.